# Efod

Hohepriester in der Amtstracht

Efod oder Ephod (hebräisch אֵפוֹד) bezeichnet das liturgische Gewand des Hohepriesters der Israeliten. Die detaillierte Ausführung des Efod wird in Ex 28,6–14  beschrieben:

„Das Efod sollen sie als Kunstweberarbeit herstellen, aus Gold, violettem und rotem Purpur, Karmesin und gezwirntem Byssus. Es soll zwei miteinander verbundene Schulterstücke haben, und zwar an seinen beiden Enden sollen sie miteinander verbunden sein. Die Schärpe am Efod soll von derselben Machart sein und mit ihm ein einziges Stück bilden, aus Gold, violettem und rotem Purpur, Karmesin und gezwirntem Byssus. Nimm die beiden Karneolsteine und schneide die Namen der Söhne Israels ein: sechs von den Namen in den einen Stein und die übrigen sechs Namen in den andern Stein, in der Reihenfolge, wie sie geboren wurden. In Steinschneidearbeit wie Siegelgravierung sollst du in die beiden Steine die Namen der Söhne Israels schneiden, in Goldfassungen eingesetzt sollst du sie herstellen. Befestige die beiden Steine an den Schulterstücken des Efod als Steine, die den Herrn an die Israeliten erinnern. Aaron soll ihre Namen auf beiden Schulterstücken vor dem Herrn zur Erinnerung tragen. Du sollst also die Fassung aus Gold und zwei Kettchen aus purem Gold machen; dreh sie wie eine Schnur, und befestige die schnurartigen Kettchen an den Fassungen!“

Am Efod war mit goldenen Schnüren die Lostasche mit den Lossteinen Urim und Tummim befestigt (Ex 28,25-30 ).
Neben dem Efod trug der Hohepriester den ganz aus violettem Purpur gefertigeten Efodmantel (Ex 28,31 ) als Obergewand, einen Leibrock aus gewirktem Stoff sowie dazu Turban und Gürtel. (Ex 28,4 )
In Ri 8,27  findet sich eine Bibelstelle, worin dem Wort Efod eine gänzlich andere Bedeutung als die des Priestergewandes zukommt:
„Gideon machte daraus ein Efod und stellte es in seiner Stadt Ofra auf. Und ganz Israel trieb dort damit Abgötterei.“
Vergleiche hierzu auch Ri 17,5 , Ri 18,14  und 1 Sam 19,13 . In diesem Zusammenhang kann das Wort auch ein Götterbild bezeichnen. Diese Götterbilder muss man sich nicht in jedem Fall als große Statuen vorstellen, wie sich aus der Erzählung in Gen 31,19ff.  über Rahel ergibt, der Frau Jakobs, die ihrem Vater Laban seinen Hausgott stahl. In der Welt der Nomaden waren Götterbilder transportabel; sie fungierten als Hausgott der umherziehenden Sippen oder des Sippenältesten. Möglicherweise ist aber auch an ein „Orakelgerät“ zu denken.